# Gornja Vrućica (Teslić)
Gornja Vrućica (szerbül: Горња Врућица), település Bosznia-Hercegovinában, a Szerb Köztársaságban, Teslić községben.

## Fekvése
A település Bosznia-Hercegovina középső részének északi szélén, Dobojtól légvonalban 24, közúton 33 km-re délnyugatra, községközpontjától légvonalban 6, közúton 7 km-re délkeletre, a Velika Usora jobb partján és a Mahnjača-hegység lejtőin, 238-500 méteres magasságban található. 

## Népessége
| Nemzetiségi csoport | Népesség 1991 | Népesség 2013 |
| ------------------- | ------------- | ------------- |
| Szerb               | 292           | 269           |
| Bosnyák             | 0             | 0             |
| Horvát              | 1238          | 137           |
| Jugoszláv           | 49            | 1             |
| Egyéb               | 11            | 2             |
| Összesen            | 1590          | 409           |

## Története
Bizonyított tény, hogy a helyi ásványvízforrásokat már a rómaiak is használták. Innen ered a Vručica név. A 20. század elejéig a Vrućica név a mai Gomjenica (az Usora bal oldalán), Bežlja (az Usora mentén felfelé) és Banja Vrućica településeket magában foglaló tágabb területre utalt. Ezt a három települést, a bennük élő lakosság szerint, hivatalosan török Vrućicának (Vrućica Turska, majd Gomjenica), katolikus Vrućicának (Vrućica Katolička, majd Bežlja, ma Gornja Vrućica) és ortodox Vrućicának (Vrućiva Pravoslavska, majd Banja Vrućica) nevezték. 
Bežlja története a középkorig nyúlik vissza. Területén találhatók a középkori kuzmadanji plébánia maradványai, amelynek alapítása 1200-ra nyúlik vissza, majd ebből alakult ki később (kb. 1700 körül) a komušinai plébánia. A régióban mostani tudomásunk szerint a középkorban két plébánia, a Szent Miklós plébánia és templom, majd valamivel később Szent Kozma és Szent Damján plébánia létezett, akikről a terület és az egész plébánia a Kuzmadanj nevet kapta. Helységként Komušinát először 1637. szeptember 26-án említik írásos források, amikor Andrija Kovačić püspök 1454 lelket keresztelt meg ott. Komušina még nagyobb szellemi és kulturális jelentőségre tett szert a 16. század második felétől származó Szűzanya-kép megérkezésével. Komušinában a Szűzanya képét először 1779. szeptember 7-én említették írásos dokumentumban, amikor Marko Dobretić püspök bérmálást osztott. Ekkor említi a püspök először az Istenszülő ősi és csodálatos képét, amelyet „a mennybe vittek, és amelyet a sok ember nagyra becsült és tisztelt”.
A bežljai római katolikus plébániát 1874-ben alapították amikor káplánságként levált a komušinai plébániáról. A bežljai plébánia mellett még két plébánia, a komušinai gornjai és a komušinai donjai kezdte meg működését ezen a területen. Plébániaként 1882-ben kezdte meg működését. A bežljani plébánia központja a Boldogságos Szűz Mária születése temploma lett, melyet 1887-ben építettek.
A település 1878-ig tartozott az Oszmán Birodalomhoz, ekkor a berlini kongresszus határozata alapján az Osztrák-Magyar Monarchia része lett. 1879-ben az első osztrák-magyar népszámlálás során a Tešanji járáshoz és Komušina községhez tartozó, akkori Vručica Katolička településnek 75 háztartása és 686 római katolikus lakosa volt. 1910-ben a Tešanji járáshoz tartozó, akkor már egységes Vručica településen 228 háztartást, 983 római katolikus, 676 ortodox és 121 muszlim lakost találtak. A monarchia szétesésével 1918-ban előbb a Szerb-Horvát-Szlovén Királyság, majd 1929-től a Jugoszláv Királyság része lett. 1921-ben a Tešanji járáshoz tartozó Vručica községnek 1683 lakosa volt, melyből 929 római katolikus, 615 ortodox, 127 muszlim és 12 görög katolikus volt. Az 1929-es törvény értelmében, amikor Bosznia-Hercegovinát négy banovinára, Drinskára, Vrbaskára, Zetskára és Primorskára osztották, a település a Vrbaska banovina része lett, amelynek székhelye Banja Luka volt. 
Jugoszlávia megszállása után a Független Horvát Állam (NDH) része lett. A második világháború után 1992-ig a település a szocialista Jugoszlávia keretében a Bosznia-Hercegovinai Népköztársaság része volt. A boszniai háború idején szerb katonai erők a horvát lakosságot elűzték, házaikat és templomukat lerombolták. Helyrehozhatatlan károkat okozott, amikor a bežljai plébánia anyakönyvei és összes dokumentációja megsemmisült. A daytoni egyezmény aláírása után a település Teslić község részeként a Szerb Köztársaság területéhez került. A Boldogságos Szűz Mária születése plébánia területére való visszatérés 2000 elején kezdődött. A háború előtt a plébániának 3010 hívője volt. Ma körülbelül 120 hívő él állandó jelleggel a katolikus plébánián. Az elűzöttek évente többször, különösen nyáron, rendszeresen ellátogatnak szülőföldjükre. A kitelepített hívők többsége ma Horvátországban, Szlovéniában, Németországban és Svédországban él.

## Nevezetességei
- Bežlja Boldogságos Szűz Mária születése tiszteletére szentelt római katolikus plébániatemploma. A templom 1887-ben épült, bővítési munkálatai 1968-tól 1973-ig tartottak. 1992 augusztusában a szerb erők aláaknázták és felrobbantották. A lerombolt templomot a plébániaházzal együtt 2000 és 2003 között építették újjá. A plébániához Brkića Potok, Crna Rijeka, Čančari, Ereizi, Mršići, Priština, Studenci és Gornja Vrućica települések tartoznak.[4]

- Középkori temető maradványai 10 db, északnyugat-délkeleti tájolású, láda alakú, fennmaradt stećak sírkővel.[9]